# Baldovec
Baldovec je místní část obce Rozstání v okrese Prostějov v Olomouckém kraji. Žije zde 104obyvatel.
Celé území je obklopeno lesem a vede sem pouze jedna silnice, která je ovšem v zimě dobře udržovaná. V Baldovci se nachází významný kamenolom.

## Historie
První písemná zmínka o vesnici pochází z roku 1722.
Původně zde stával mlýn, který držel v 17. století Jira Walda. Dříve se předpokládalo, že zde ležela zaniklá osada Valdov, která však byla přesvědčivě lokalizována badatelem prof. Ervínem Černým do oblasti východně od Drahan.
Od roku 1961 se vesnice stala součástí obce Rozstání.
V Baldovci se narodil 24. července 1919 Ing. Rudolf Václav Plachý, F/O Engineering Officer čs. 312 Sqdr. Zemřel 14. září 1968.

## Obyvatelstvo

### Struktura
Vývoj počtu obyvatel za celou obec i za jeho jednotlivé části uvádí tabulka níže, ve které se zobrazuje i příslušnost jednotlivých částí k obci či následné odtržení.
| Místní části   | Místní části  | 1869 | 1880 | 1890 | 1900 | 1910 | 1921 | 1930 | 1950 | 1961 | 1970 | 1980 | 1991 | 2001 | 2011 |
| -------------- | ------------- | ---- | ---- | ---- | ---- | ---- | ---- | ---- | ---- | ---- | ---- | ---- | ---- | ---- | ---- |
| Počet obyvatel | část Baldovec | 0    | 140  | 194  | 210  | 249  | 0    | 234  | 0    | 250  | 217  | 160  | 128  | 120  | 102  |
| Počet domů     | část Baldovec | 0    | 23   | 26   | 30   | 35   | 40   | 49   | 0    | 0    | 54   | 42   | 58   | 62   | 61   |

## Turistika
Obcí prochází červená trasa z Boskovic do Vyškova, mezi Baldovcem a Holštejnem je vyznačena žlutá trasa.
Oblast je často navštěvovaná turisty díky existenci kempu.

## Přírodní poměry
Obcí protéká říčka Bílá voda, do které se za obcí ve směru na Holštejn vlévají Molenburský potok a Bělička.
Na návsi se nachází rybník, v nejjižnější části obce leží zatopený lom.

## Fotogalerie

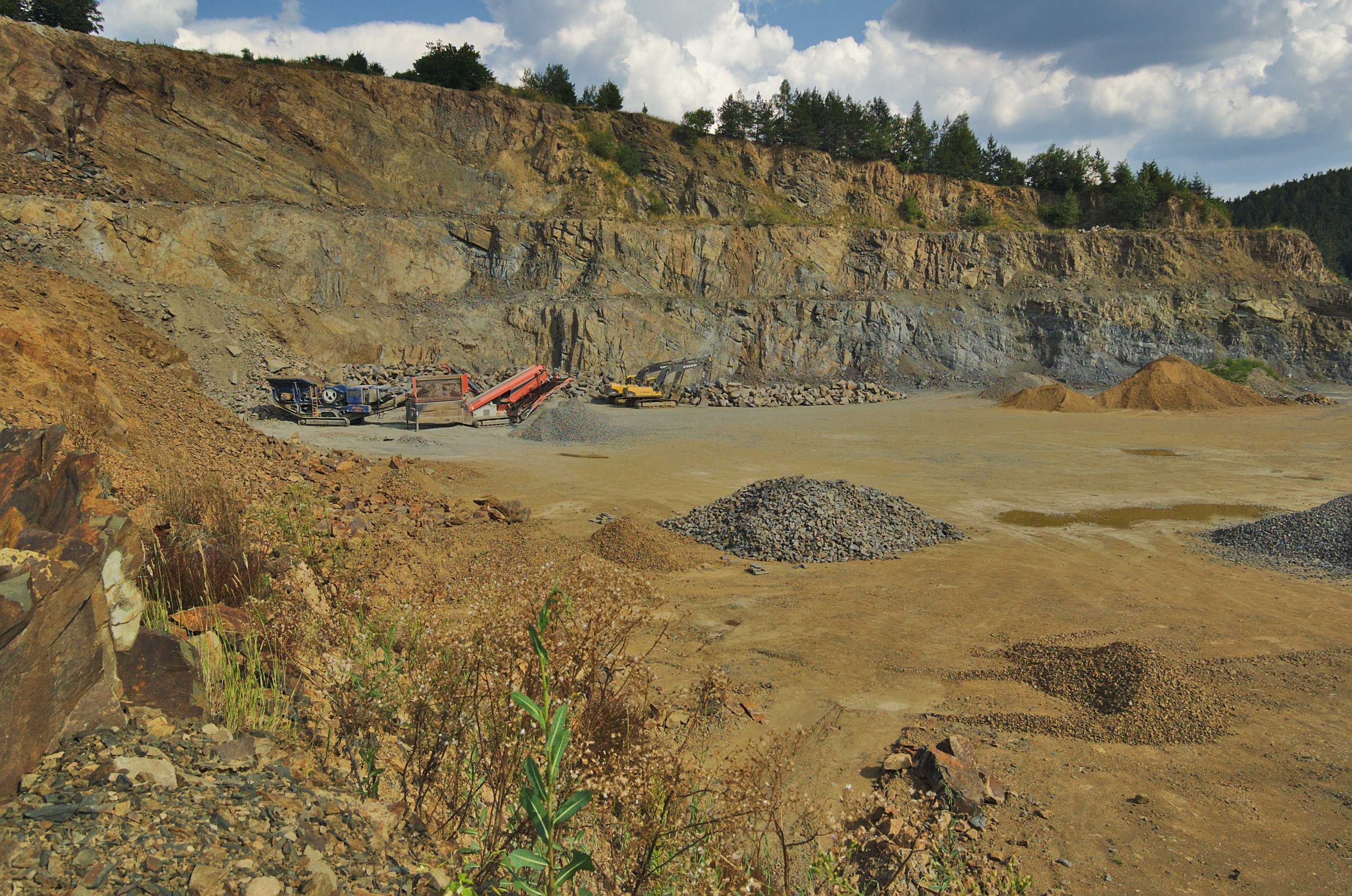
Lom
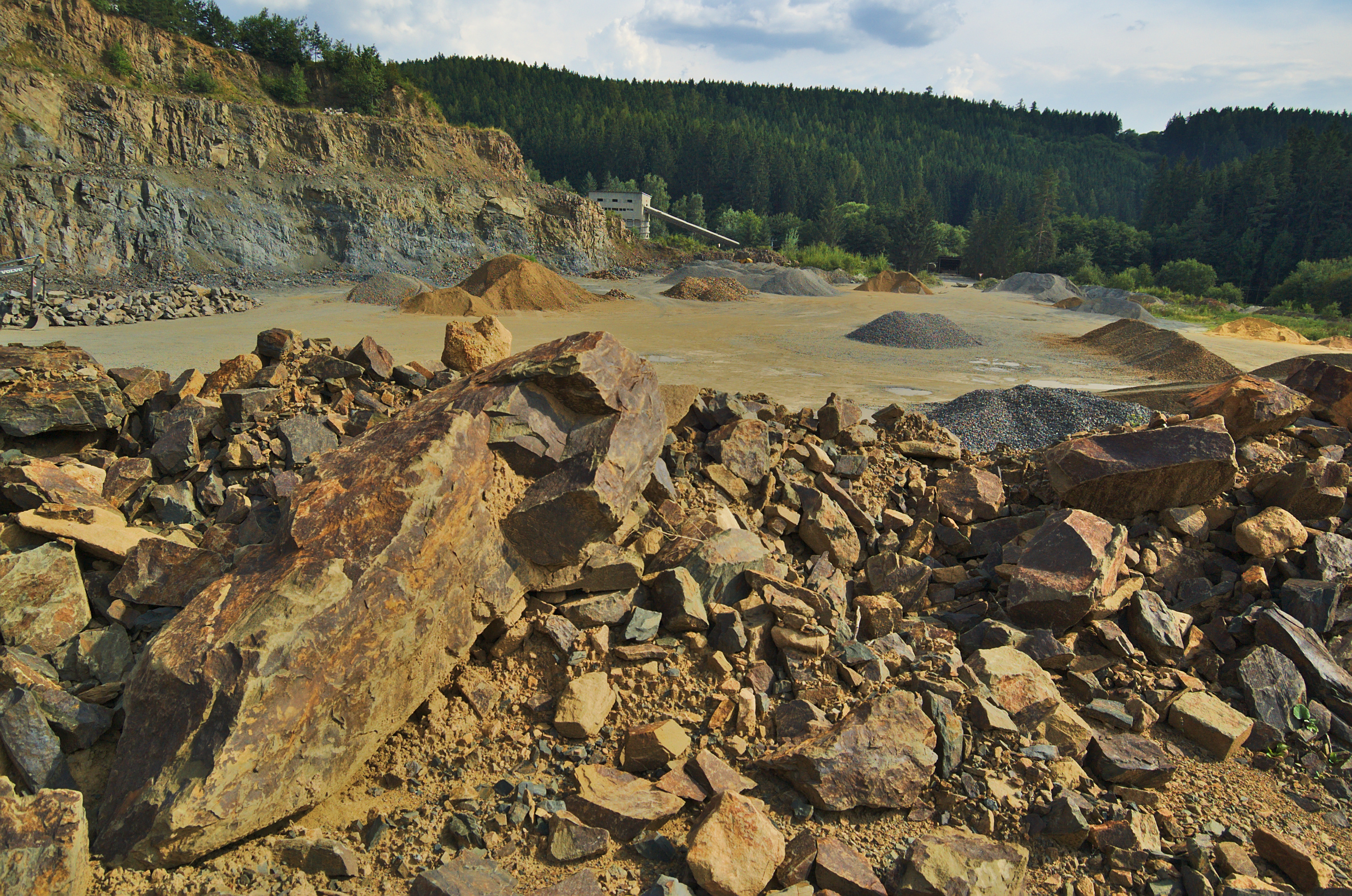
Lom
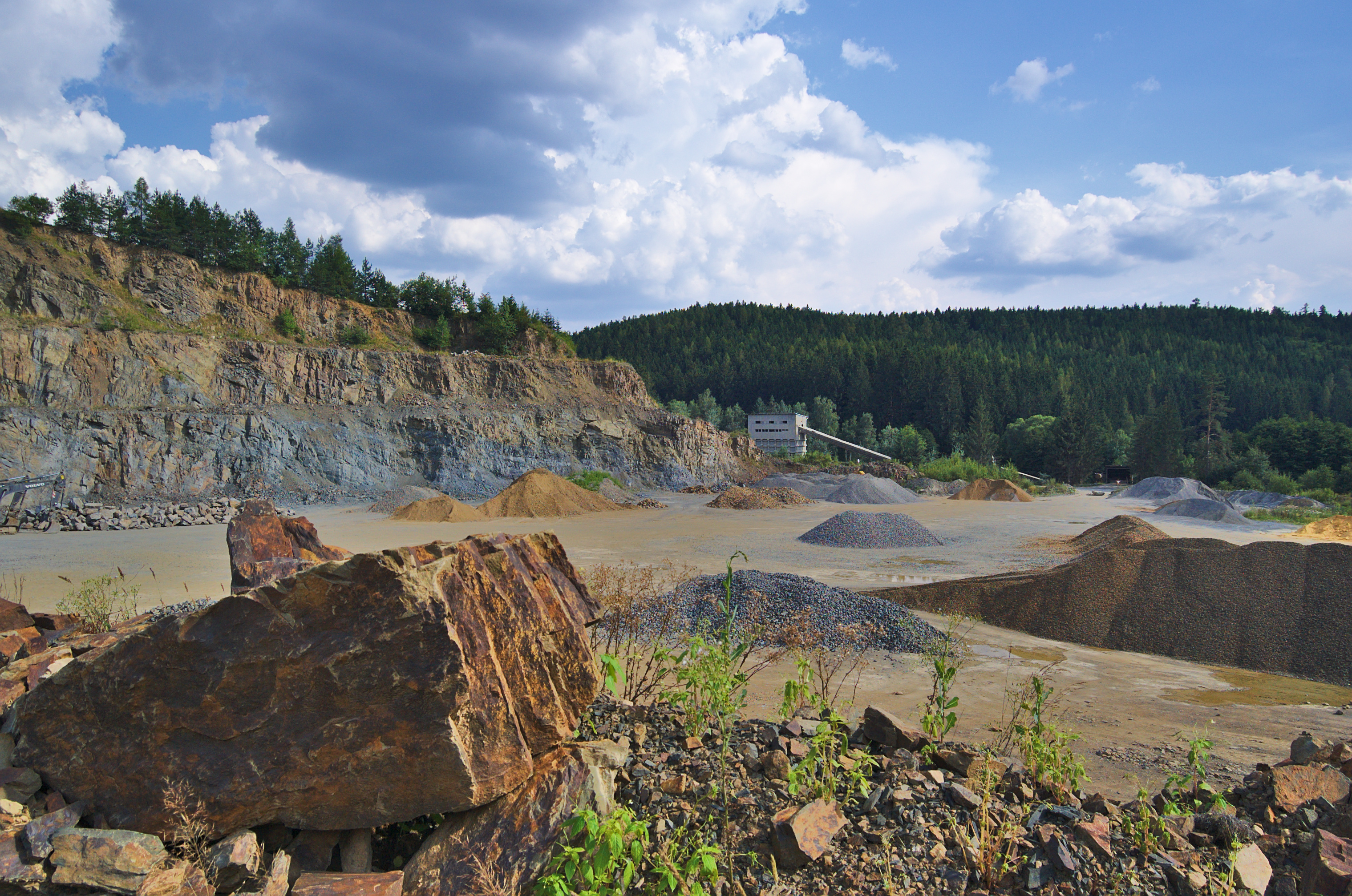
Lom
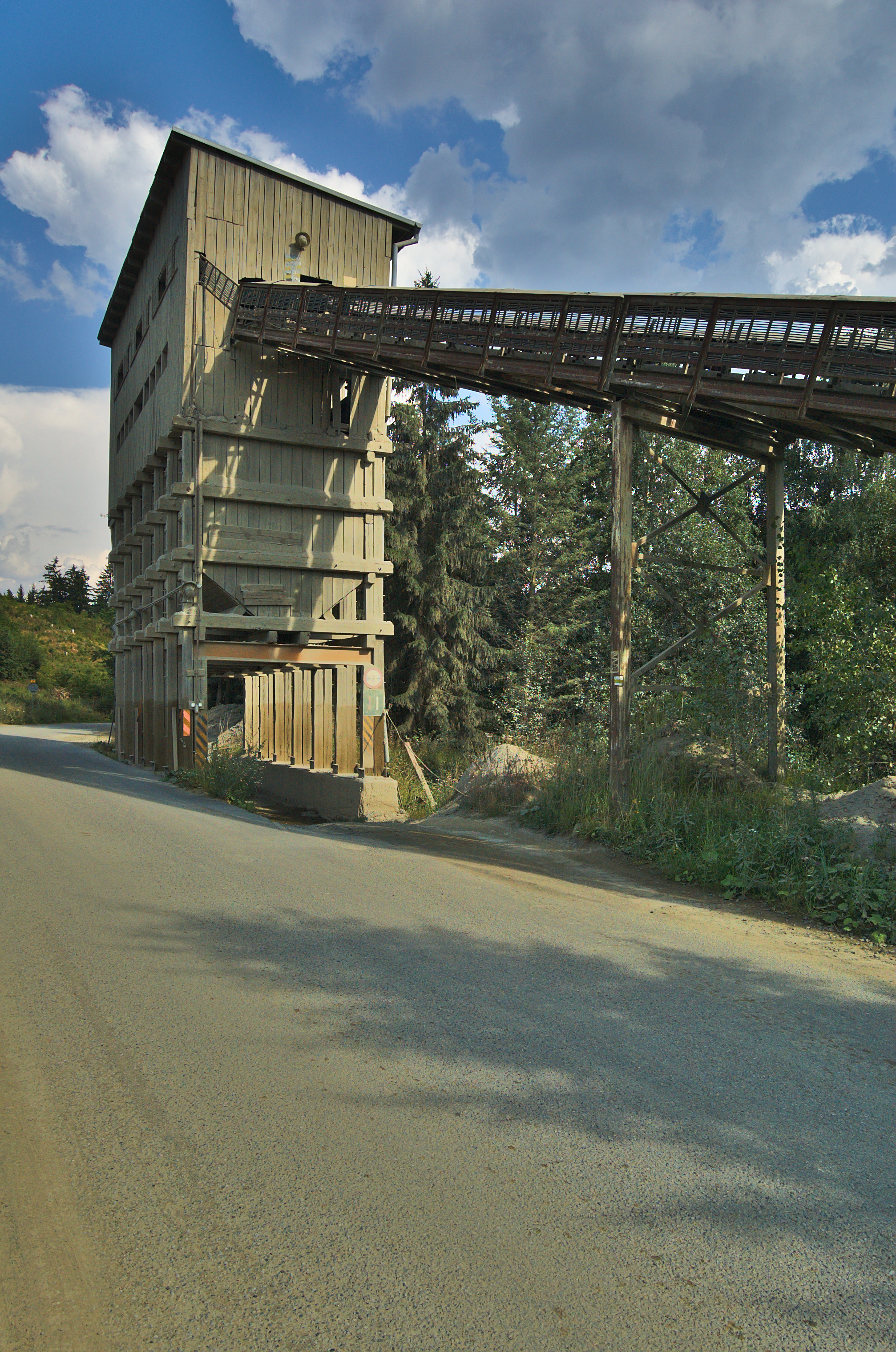
Zařízení na nasypávání kamene/štěrku v blízkosti lomu
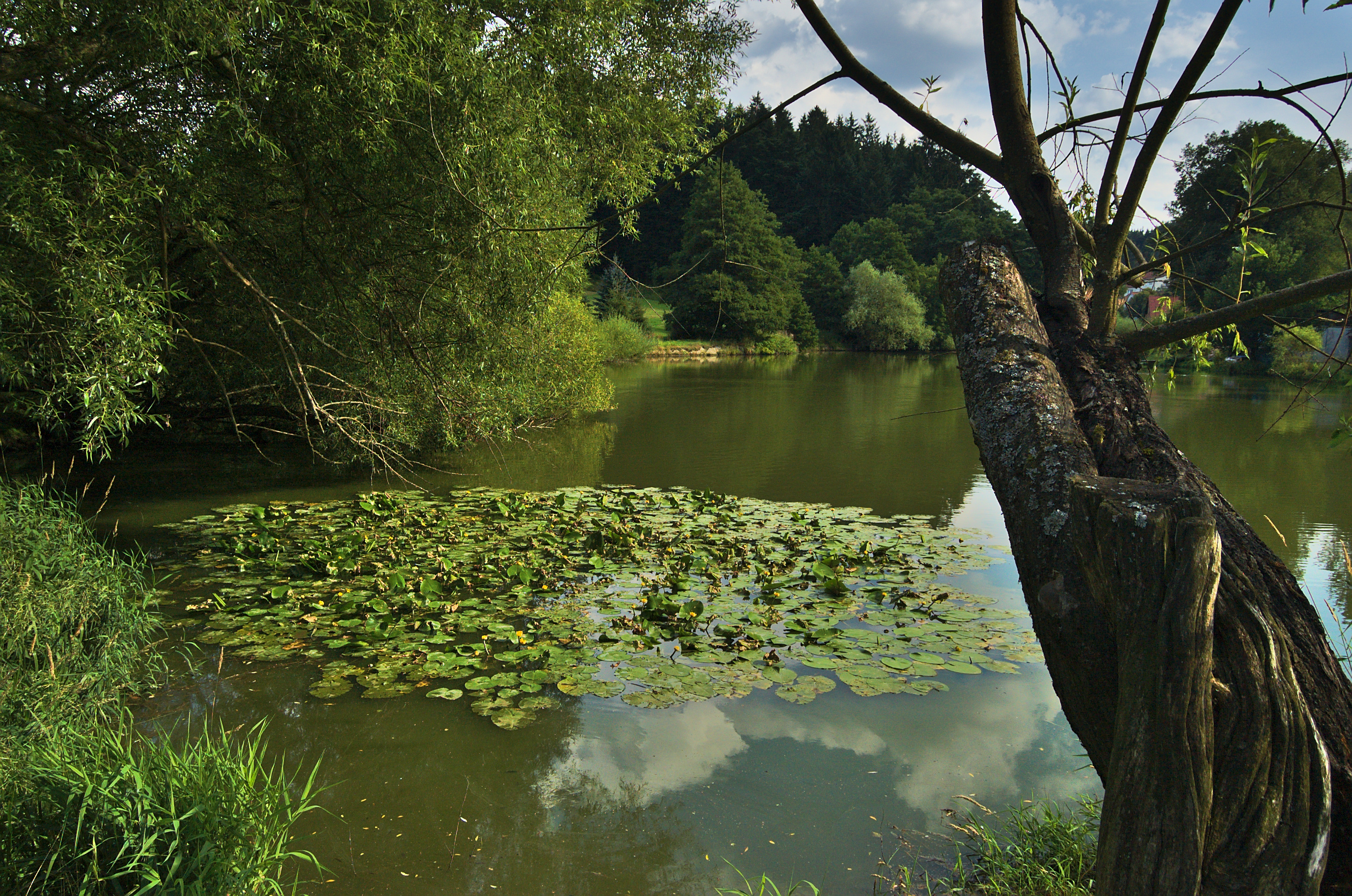
Rybník na návsi